# Naissance en 1273
Naissance
- 1269
- 1270
- 1271
- 1272
- 1273
- 1274
- 1275
- 1276
- 1277

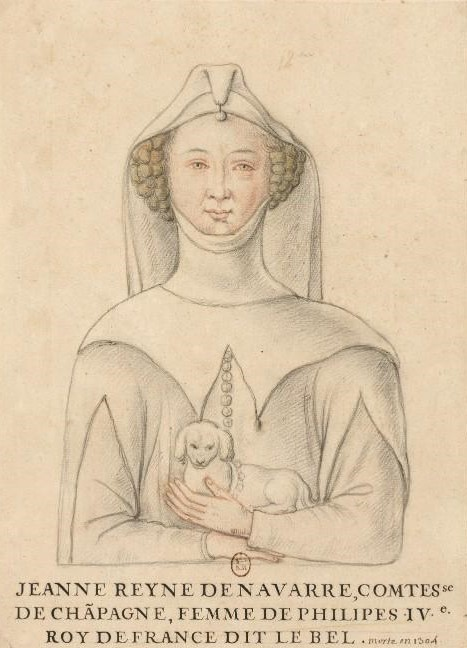
Jeanne Ire de Navarre, née en 1273.

Cette page dresse une liste de personnalités nées au cours de l'année 1273 :
- 14 janvier : Jeanne Ire de Navarre, princesse de la maison de Champagne, reine de Navarre et reine de France.
- 13 juin : Kujō Moronori, noble de cour japonais (kugyō) de l'époque de Kamakura.
- 15 juillet : Ewostatewos, personnalité religieuse sanctifiée par l'Église éthiopienne orthodoxe.
- Novembre-décembre : Abu al-Fida, historien et géographe arabe[1].

- Aboul Féda, historien et un géographe.
- Ibn Ajarrum, célèbre érudit amazigh.
- Marguerite d'Anjou, comtesse d'Anjou et du Maine.
- Yolande d'Aragon et de Sicile, infante d'Aragon et des autres royaumes de son père Pierre III d'Aragon.

## Crédit d'auteurs
- Cet article est partiellement ou en totalité issu de l'article intitulé « 1273 » (voir la liste des auteurs).